# Арзамасский машиностроительный завод
Арзама́сский машинострои́тельный заво́д — российское машиностроительное предприятие, производитель военной техники, автозапчастей и спецтехники. Расположено в городе Арзамасе Нижегородской области. Производит колёсные бронетранспортёры, специальную технику на их базе и лёгкие бронированные машины. Входит в периметр управления ООО «Военно-промышленная компания».
Из-за вторжения России на Украину завод находится под международными санкциями всех стран Евросоюза и других стран.

## История
4 февраля 1967 года Советом министров СССР принято постановление о строительстве в Арзамасе завода автомобильных запчастей для Горьковского автомобильного завода.
3 января 1972 года завод введён в эксплуатацию. В 1980 году с горьковского автозавода переносят сборку бронетранспортёра БТР-70.
В 1982 году начинается сборка БРДМ-2, в 1986 — БТР-80.
В 1993 году завод акционирован и преобразован в ОАО «Арзамасский машиностроительный завод».
В 2002 году начат выпуск бронетранспортёра БТР-90. В 2006 году выпущен первый бронеавтомобиль «Тигр».
В 2006 году образована Военно-промышленная компания.

## Собственники
Согласно данным ЕГРЮЛ по состоянию на 17 мая 2022 года, с 27 июня 2011 года управляющей компанией является «Военно-промышленная компания».

## Санкции
8 апреля 2022 года, из-за вторжения России на Украину, завод внесён в санкционные списки стран Евросоюза за материальную или финансовую поддержку действий, которые подрывают или угрожают территориальной целостности, Украины. Евросоюз отмечает, что завод «производит бронетранспортёры БТР-80, которые использовались Россией во время спровоцированной военной агрессии против Украины в 2022 году».
23 февраля 2024 года предприятие включено в блокирующий санкционный список США против компаний оборонного сектора так как завод «производит бронетехнику, используемую российскими военными в Украине».
По аналогичным основаниям Арзамасский машиностроительный завод находится в санкционных списках Великобритании, Украины и Швейцарии.

## Продукция
- БТР-80, БТР-80А
- БТР-82, БТР-82А[12]
- БТР-90
- БММ — бронированный многофункциональный плавающий медицинский автомобиль
- БРЭМ-К — бронированная ремонтно-эвакуационная машина
- «Тигр»[13] — специальное транспортное средство
- ГАЗ-39371 «Водник» — высокомобильный автомобиль многоцелевого назначения
- ГАЗ-5903В «Ветлуга», ГАЗ-59402 «Пурга» — пожарные машины
- ГАЗ-5903Ж — машина высокой проходимости
- ГАЗ-59037, ГАЗ-59037A, ГАЗ-59038 — плавающий вездеход на шасси БТР-80
- ВПК-3924 «Медведь»

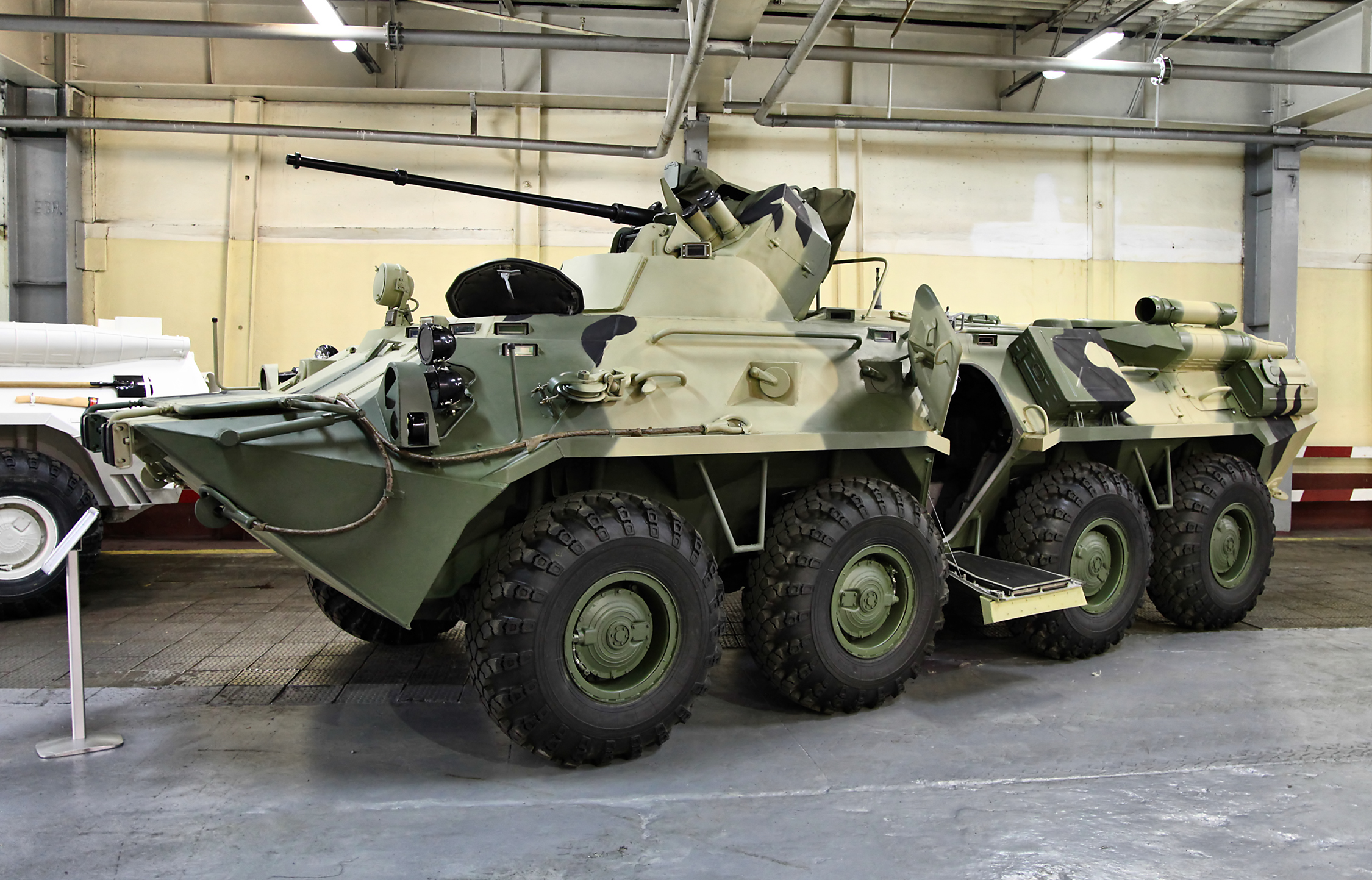
БТР-82А
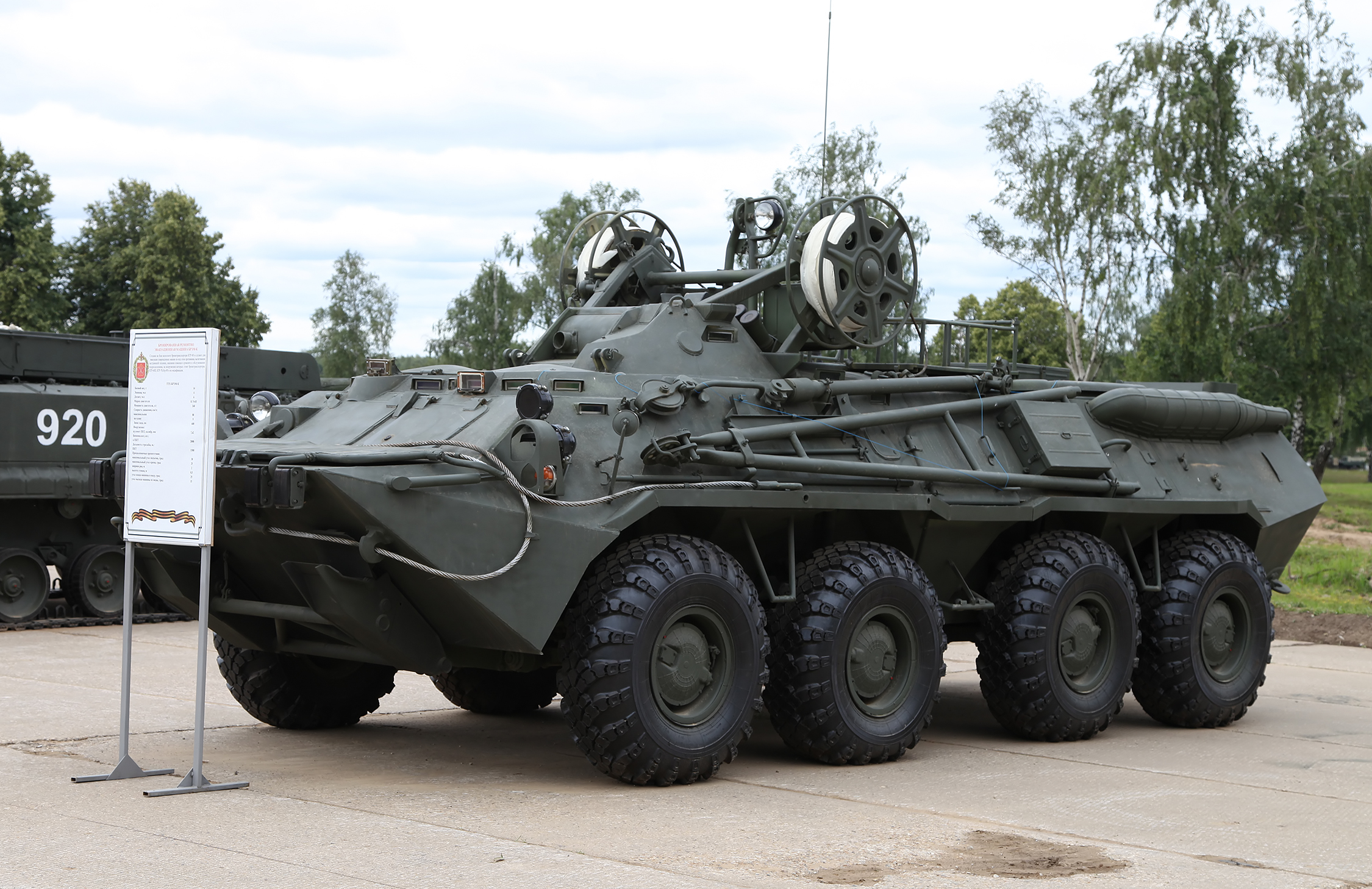
БРЭМ-К
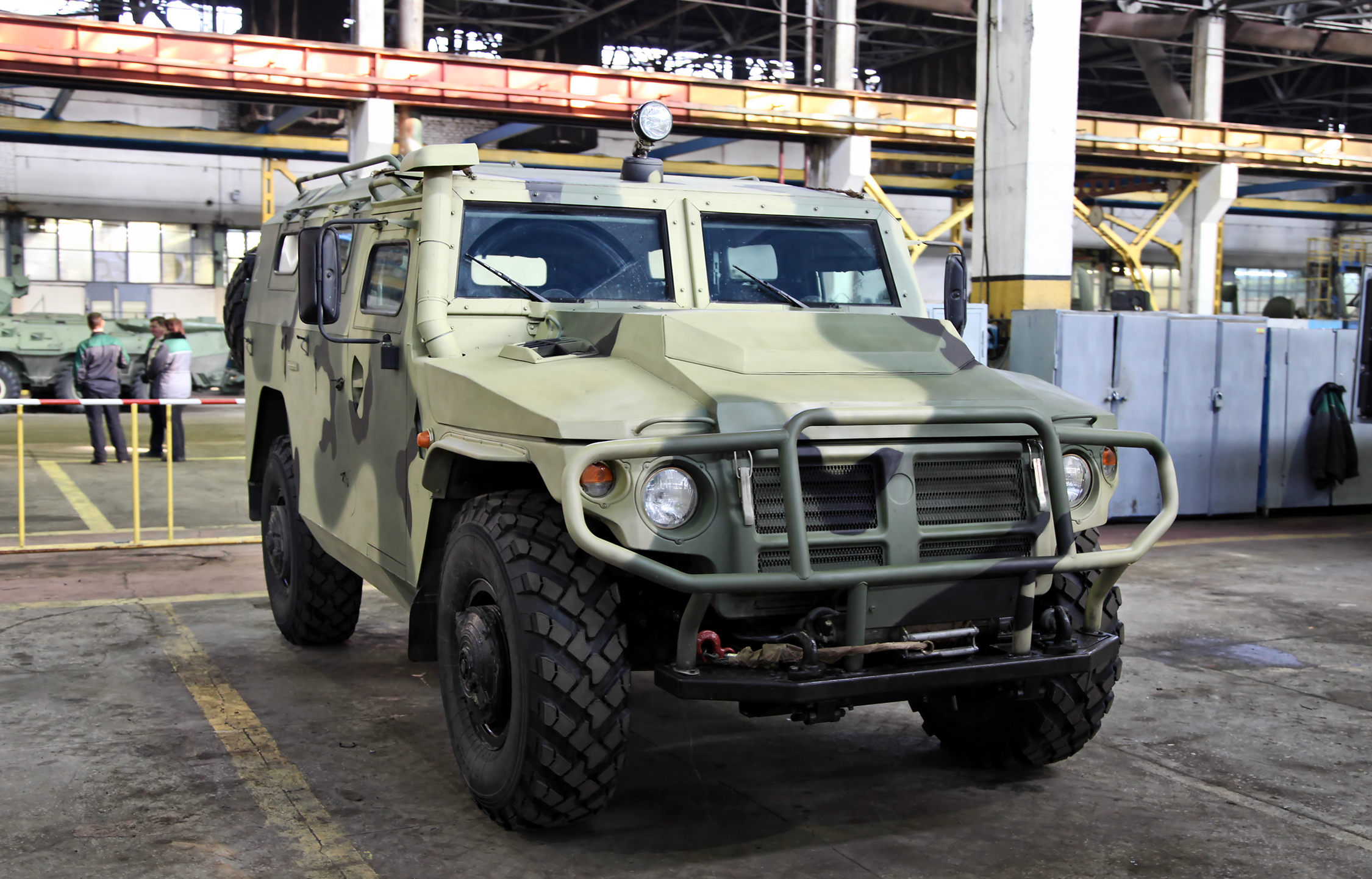
АМН 233114 «Тигр-М»
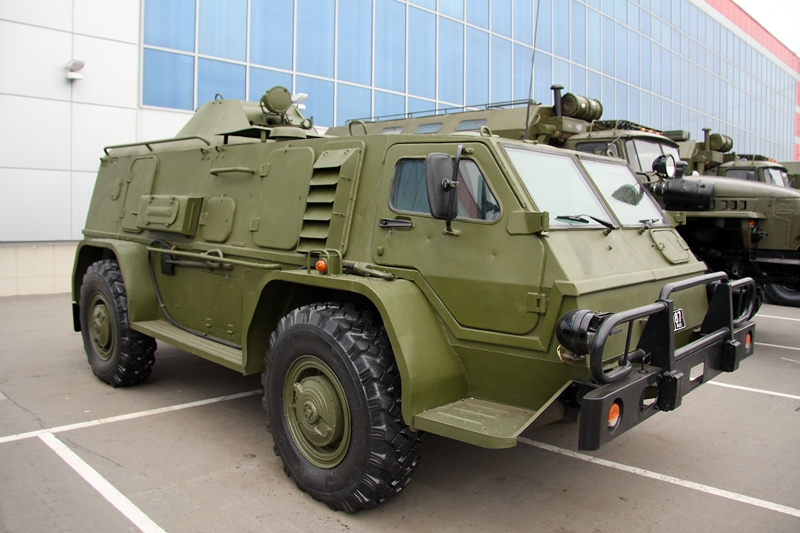
ГАЗ-39371 «Водник»